# ناوشکن کلاس اتاگو

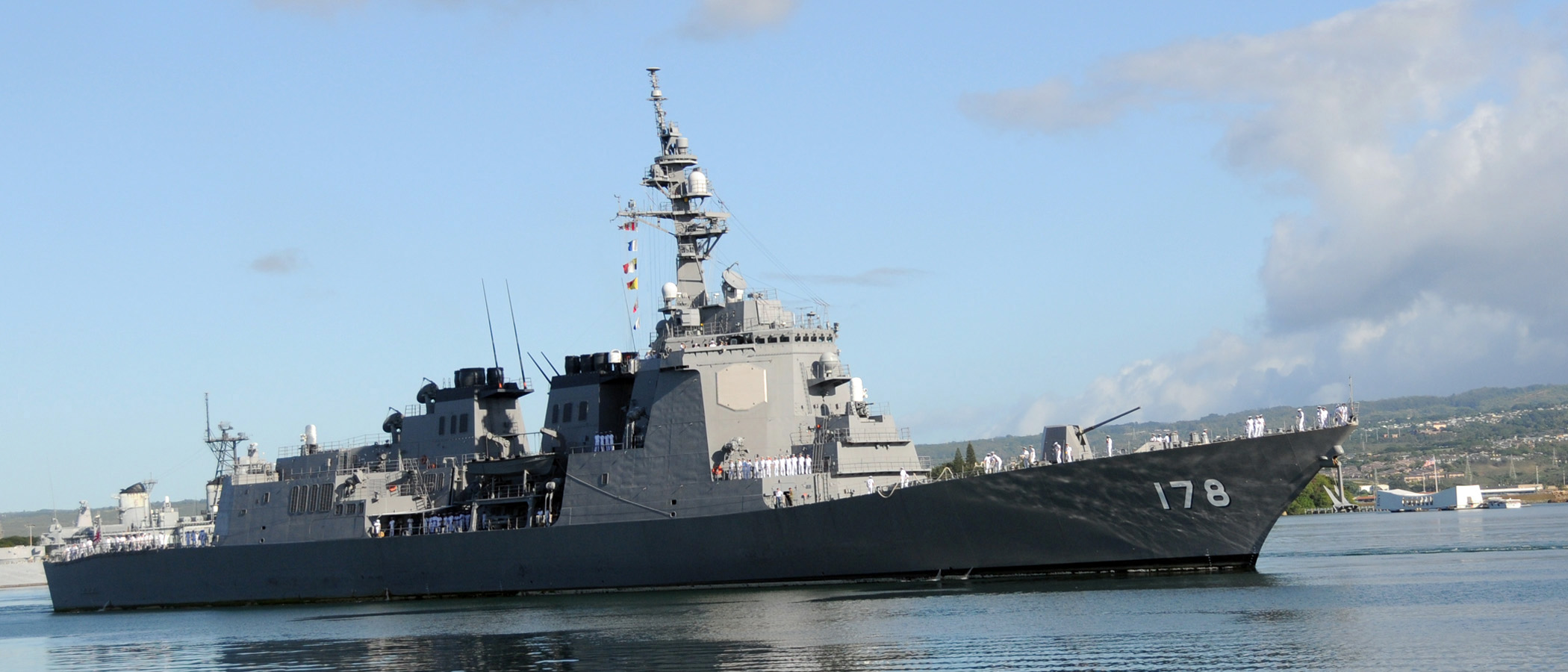
ناوشکن کلاس اتاگو

دیسترویر کلاس اتاگو (به انگلیسی: Atago-class destroyer) یک کلاس از کشتی است که طول آن ۱۶۵ متر (۵۴۱ فوت ۴ اینچ) می‌باشد.